# Richtlijn inzake elektronische handel
De Richtlijn inzake elektronische handel is een Europese richtlijn die op 8 juni 2000 van kracht werd. De richtlijn stelt een kader in voor de interne markt voor online-diensten en streeft zo naar harmonisering van wetgeving in alle lidstaten van de Europese Unie. Het doel is om obstakels voor grensoverschrijdende online-diensten binnen de EU weg te nemen, en rechtszekerheid te bieden aan bedrijven en consumenten. Het stelt regels op voor kwesties als de transparantie en informatievereisten voor aanbieders van online-diensten, commerciële communicatie, elektronische contracten en beperkingen van de aansprakelijkheid van aanbieders van intermediaire diensten.
Voorts moedigt de richtlijn het opstellen van vrijwillige gedragscodes aan. Andere artikelen moeten de samenwerking tussen de lidstaten verbeteren.

## Implementatie België
België heeft ervoor gekozen om de richtlijn te implementeren door middel van een afzonderlijke Wet voor de elektronische handel met als handhavingsregels de mogelijkheid van een civielrechtelijke vordering tot staking van gedrag met name strafrechtelijke sanctieregels kent.

## Implementatie Nederland
De Nederlandse wetgever probeert de Europese regelgeving in te passen in bestaande wetgeving of meeromvattende nieuwe wetgeving. De Richtlijn is in de Nederlandse wetgeving geïmplemeteerd door middel van de Aanpassingswet Richtlijn inzake electronische handel. Op grond daarvan hebben in verschillende bestaande Nederlandse wetten aanpassingen en aanvullingen plaatsgevonden, wat voor zowel handelaren als gebruikers niet altijd eenvoudig is. Zo is bijvoorbeeld artikel 5 van de Richtlijn, met informatieverplichtingen voor aanbieders via websites, opgenomen in art. 3:15d BW, art. 6:227b BW en art. 7:46c BW. Het artikel met betrekking tot commerciële communicatie (reclame) is geregeld in art. 3:15e BW, terwijl de regeling betreffende spam is opgenomen in art. 11.7 van de Telecommunicatiewet met in art. 3:15f lid 3 BW de regeling voor opsporing van strafbare feiten door controleurs van de Belastingdienst.
Art. 6:227b BW en art. 6:227c BW bevatten verplichtingen die betrekking hebben op het sluiten van een overeenkomst. Dat zijn informatieverplichtingen en de verplichting tot het verstrekken van middelen om fouten corrigeren.
Een andere essentiële informatieplicht betreft art. 6:230v lid 3 BW, dat bepaalt dat de handelaar het elektronische bestelproces zo moet inrichten dat de consument een aanbod niet kan aanvaarden dan nadat op niet voor misverstand vatbare wijze duidelijk is gemaakt dat de bestelling een betalingsverplichting inhoudt. 

### Sanctieregels
De lidstaten waren vrij om de sancties te bepalen die werden verbonden aan overtreding van de verplichtingen uit de Richtlijn, mits deze doeltreffend, evenredig en afschrikkend zouden zijn. Er is gekozen voor strafrechtelijke sancties en civielrechtelijke sancties. Zo is bijvoorbeeld overtreding van de algemene informatieverplichting en de verplichting betreffende de transparantie van prijzen uit art. 3:15d BW een economisch delict, terwijl overtreding van de informatieverplichtingen bij het elektronisch sluiten van een overeenkomst civielrechtelijk wordt gesanctioneerd. Hier wordt de handhaving overgelaten aan de wederpartij van de verlener van de dienst, deze is het recht verleend om bij overtreding de overeenkomst te vernietigen c.q. te ontbinden.

## Andere Europese regelgeving
Deze EU Richtlijn moet in samenhang worden gezien met drie andere richtlijnen die op hetzelfde gebied regels geven en die eveneens thematisch van aard zijn:
- Richtlijn op afstand gesloten overeenkomsten, geïmplementeerd in de Nederlandse wetgeving door de Wet koop op afstand;
- Richtlijn elektronische handtekeningen, geïmplementeerd door de Wet elektronische handtekeningen
- Richtlijn verkoop op afstand financiële diensten, geïmplementeerd door middel van de Wet financiële dienstverlening, inmiddels opgegaan in de Wet op het financieel toezicht (Wft).

Na twintig jaar werd in 2020, met name in het Europees Parlement, uitgebreid gediscussieerd over de herziening van deze richtlijn, in afwachting van de nieuwe Verordening digitale diensten (Digital Services Act), waarvoor de Commissie in december 2020 een voorstel indiende.